# Folke Sandelin
Hjalmar Folke Sandelin, född 14 juli 1886 i Nors församling, Värmlands län, död 11 februari 1970 i Oscars församling, Stockholm, var en svensk metallurg.
Folke Sandelin var son till kronolänsmannen Hjalmar Botolf Sandelin. Han avlade mogenhetsexamen i Karlstad 1904 och utexaminerades från Tekniska högskolan 1909. Efter fortsatta studier i Tyskland var han assistent hos Johan August Brinell vid Jernkontoret 1910–1913, biträdande överingenjör vid Larsbo-Norns AB i Vikmanshyttan 1914–1918 och disponent där 1918–1919. Han var försäljningschef för Sverige hos AB Svenska Kullagerfabriken 1920 och VD för Swedish Charcoal Steels Incorporated i New York 1921–1928. Från 1928 drev han konsulterande ingenjörsverksamhet i Stockholm. Sandelin gjorde studieresor inom Europa och bland annat till Japan, Kina, Siam, Indien, Egypten och Nord-, Mellan- och Sydamerika. I Jernkontorets annaler publicerade han metallurgiska uppsatser, bland vilka märks Om specialstål för konstruktionsändamål (1911), Om Rysslands järnhantering (1914), En studie över reaktionshastighet och jämviktsförhållanden vid stålsmältning (1929) samt Högfrekvensprocessen och dess praktiska tillämpning (1932).